# توم والتر
توم والتر (بالألمانية: Tom Walter) (و. 1907 – 1953 م) هو ممثل، من السويد، توفي عن عمر يناهز 46 عاماً.

## وصلات خارجية
- توم والتر على موقع IMDb (الإنجليزية)
- توم والتر على موقع قاعدة بيانات الأفلام السويدية (السويدية)
- توم والتر على موقع قاعدة بيانات الفيلم (الإنجليزية)